# Szakák

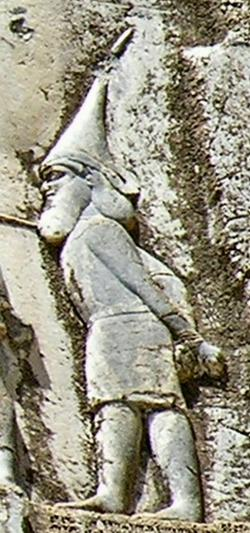
Skukha, az ászik, pontosabban az aorszok törzsének nagyura a behisztuni felirat domborművén

A szakák közép-ázsiai szkíták. Az isszédok, az ászik, az avarok, a Ferganai-medencében honos szkíták, a kangarok és a szakaurak – önmaguk által is használt – összefoglaló neve szaka. Közép-Ázsia pusztáit az ókorban szaka népek uralták.
Az isszédok (isszédonesz: ἰσσηδόνες stb.) nevezetű nép az Urál hegység keleti oldalán lakott.
Az ászik (aszianoi: ασιανοι, aszioi: ασιοι, iazügesz: ιαζυγες, jászok stb.) a Szir-darja alsó szakaszánál, az Aral-tó körül, valamint Khoraszmia oázisának területén, az Amu-darja alsó szakaszánál telepedtek le. Szövetségük neve Masszagetai (Μασσαγεται), utóbb Alanoi (Αλανοι). Három törzsük görögös neve pedig aorszok (aorszoi: αορσοι stb.), ászik, rhoxolánok (rhoxolanoi: ροξολανοι stb.). Az aorszok neve a perzsa királyi sziklafeliratokon sakâ tigraxaudâ (hegyes fövegű szakák).
Az avarok (abaroi: αβαροι, abioi: αβιοι, aparnoi: απαρνοι, apasziakai: απασιακαι, daai: δααι, kidaritai ounnoi: κιδαριται ουννοι, ouarkhonitai: ουαρχονιται, parnoi: παρνοι, pauszikai: παυσικαι stb.) szállásterülete a Kopet-dag északi előterében volt. Nevük a perzsa királyi sziklafeliratokon dahâ (ellenségek, idegenek).
A Ferganai-medencében letelepedett szakák saját nevét nem ismerjük. Görög forrásokban megszólításuk amürgi szakák (szakai amürgioi: σακαι αμυργιοι), a perzsa királyi sziklafeliratokon sakâ haumavargâ (haumát fogyasztó szakák) vagy sakâ tyaiy para Sugdam (szakák, kik Szogdián túliak). Országuk neve kínai forrásokban Tajüan (大宛), azaz Nagy Jónok. A kínaiak által használt név III. Alekszandrosz, makedón király leszerelt harcosaira utal, akiket a hadvezér Alexandreia Eszkhaté (ma Hudzsand) városába telepített.
A kangarok (kakhagai szküthai: καχαγαι σκυθαι) a Szir-darja középső szakaszának alföldjét, valamint a Talasz és a Csu folyó síkságát lakták.
A szakaurak (szakaurakai: σακαυρακαι, szaj: 塞, szajvang: 塞王) szállásai az Ili folyó völgyében és az Iszik-köl vidékén voltak. A hazai szakmunkák, valamint a népszerűsítő kiadványok olykor a szakaurakat nevezik – lényegében helytelenül – szakáknak.
Magukat a jakutok is szakáknak nevezik; a szakákat tekintik őseiknek.

## Aszakanévről
A szkíták közép-ázsiai csoportja (része, szaka) magát – összefoglaló néven – szaka címmel illette. Többen – közöttük Oswald Szemerényi is – megkíséreltek magyarázatot találni nevükre. Mivel az ókor tudósítói a szakákat vándorló pásztoroknak is nevezik, ennélfogva jó okunk van feltételezni – mondja Szemerényi –, hogy a szaka név jelentése nomád. Állításának igazolására egy feltételezett iráni szót – *sak (megy, folyik, fut, kóborol) – szerkeszt. A perzsák – bizonygatja – azért nevezték a szkíta népeket egyetemlegesen szakáknak, mert azok vándorló pásztorok voltak.
Szemerényi kijelentése a szakák nevével kapcsolatban nehezen hihető. A szaka ugyanis a közép-ázsiai szkíták önelnevezése volt. Bizonyíték erre többek között a szakaurak címe. Nem valószínű, hogy nevük első elemét a perzsáktól kölcsönözték volna. A magyarok sem nevezik magukat oguroknak, onoguroknak, jóllehet az idegenek által rájuk ruházott elnevezések többsége az említett török szavakban gyökerezik.
Felmerülhet még ellenkező érvényű bizonyítékként az avarok egyik görögös elnevezése (apasziakai: ἀπασιάκαι, avagy aszpasziakai: ἀσπασιάκαι), melyet vízi szakák, illetve víznek örvendők vagy paripáknak örvendők alakban fejt vissza Tomaschek, illetve Altheim és Stiehl. Az avarok – ha elhisszük a mondottakat – valójában nem avarok, hanem vízi vándorló pásztorok, illetve víznek örvendő vándorló pásztorok vagy paripáknak örvendő vándorló pásztorok voltak. Az említett szóalakok nyilván rontottak; az eredeti kifejezés *aparszakai (ἀπαρσακαι), azaz avar szakák lehetett. Szemerényi azonban mindezeket, ahogyan a hasonló neveket sem vizsgálta. Van belőlük pedig legalább egy tucat, pl. aparnoi (ἀπαρνοι). Ennek tartalma Tomaschek szerint serdületlen, éretlen, illetve fiatalember, legény. Az avarokra ráaggatott iráni nevek sokasága ezek után már-már zavarba ejtő.
Az ókor tudósítói, nem különben a perzsák, a szaka nevet összefoglaló értelemben használták. Ha kifejezetten valamelyik szaka népre hivatkoztak, akkor a szaka névhez jelzőt ragasztottak (pl. szakai amürgioi, sakâ haumavargâ), vagy az illető nép saját elnevezését használták, pl. aszioi (ászik), aparnoi (avarok) szakaurakai (szakaurak).
Abajev szerint a szaka kifejezés az oszét sag (szarvas) szóval rokon. A szakák tehát – tudós szerzőnk kijelentéséből ez következne – szarvasok. Abajev szófejtésével szemben általában Szemerényi megoldását tartják hihetőbbnek.
A szaka kifejezés egyik jelentése a magyarban Czuczor és Fogarasi szerént: „Egy-egy elvált rész valamiből, pl. a kerék talpáról abroncsrovásból kitört vagy kihullott vagy kivágott darabka, rovaték.” A szak kifejezés értelme pedig: „Rész, mely úgy tünik föl elménkben, mintha bizonyos egésztől, vagy több, hasonló nemüektől el volna választva, metszve, vágva, szabva. Ezen alapfogalom rejlik a szakad, szakaszt, szakgat, szakos, szakócza, szakmány v. szakvány származékokban.” Vagyis a szaka népesség kiszakadással, elszakadással jöhetett létre. Az efféle folyamat a pusztai népek körében általános lehetett. Az ilyetén való elnevezés a magyar történelemből is ismerős lehet, gondoljunk a csángókra, kiknek neve csángáló (kószáló, elkóborló) értelmű, s a szakához félig-meddig hasonló jelentéssel bír.
A szakának nevezett szkíta csoport a bronzkor korai szakaszában, i. e. 2200–1800. között szakadt el a kelet-európai szkítáktól. Az Urál hegység nyugati oldaláról, illetve a Volga mellékéről a hegység keleti oldalára költöztek, s az Urál, a Tobol és az Isim folyó vidékén telepedtek le. E népesség a bronzkor középső szakaszában, i. e. 1800–1500. között szétterjedt Közép-Ázsia és Dél-Szibéria pusztaságain. Birtokaikat északon a tajga, nyugaton a Déli-Urál vidéke, Keleten az Altaj, a Szajánok és a Bajkál-tó határolta, délen pedig a Kopet-dag, a Pamír és a Tien-san. Lásd még: Andronovói műveltség.

## Gautama Buddha
A szakirodalom a szakákkal kapcsolja össze Gautama Sziddhártha, avagy Gautama Buddha személyét, akinek egyik megnevezése sákjamuni. Buddha, hagyomány szerint, a sákja nevű törzs egyik királyának sarja volt. A szakák első csoportjai a bronzkorban, i. e. 1800–1600. körül, költöztek az Indiai-félszigetre. Biztosat erről, írott források hiányában, nem tudunk. Eredeti nyelvüket ott – kisebbségben – alighanem elveszítették, s nevüket is elferdítette az idegen környezet.

## Szakák óiráni forrásokban
A médek és a perzsák, mivel elsőként a szakákkal kerültek kapcsolatba, az általuk későbben megismert európai szkítákra is a szaka nevet aggatták.
A perzsa királyi sziklafeliratok nem nyújtanak biztos alapot a közép-ázsiai szkíták különböző csoportjainak azonosításához. A perzsák a nekik adózó négy szkíta népet – közöttük az Odrüszi királyság megszervezőit, az európai gétákat is – viseletük, szokásaik, lakóhelyük szerint nevezték meg, s a következetesség sem volt erényük:
- Sakâ haumavargâ – haumát fogyasztók (betű szerint: haumát fogyasztó szakák). Lakóhelyük a Ferganai-medence (görög forrásokban Amürgion pedion: Αμυργιον πεδιον) volt, nevük pedig görögösen amürgi szakák (σακαι αμυργιοι). Aradi Éva az indoszkítákkal azonosítja őket.[9] Az indoszkítáknak is nevezett szakaurak azonban nem voltak a perzsák hűbéresei.
- Sakâ tigraxaudâ – hegyes fövegűek (betű szerint: hegyes fövegű szakák). Az Amu-darja alsó szakaszánál, Khoraszmia oázisának területén laktak. Harmatta János szerint ők a dahák, más néven masszagéták.[10] Valójában a hegyes fövegűek az ászik egyik csoportját képviselték. Masszagetai (Μασσαγεται) pedig az ászik szövetségének görögös neve volt.
- Sakâ tyaiy paradraya – vízen túliak (betű szerint: szakák, kik vízen túliak). A Keleti-Balkán lakói voltak; görögös nevük getai (γεται). Harmatta az „európai”, azaz királyi szkítákkal azonosítja őket.[10] E helyen bizonyosan nem róluk van szó, ők ugyanis nem voltak a perzsák adófizetői.
- Sakâ tyaiy para Sugdam – Szogdián túliak (a perzsa szövegben, betű szerint, „sakaibiš tyaiy para Sugdam”, azaz „a szakáktól, kik Szogdián túliak”). Ekként is nevezték a perzsák az amürgi szakákat. Aradi szerint ők a „tulajdonképpeni szakák”, avagy szakaurak.[9] A szakaurak azonban nem voltak a perzsák hűbéresei.
- Dahâ – ellenségek, idegenek. A Kopet-dag északi előterében laktak, s magukat avaroknak címezték.[11]

Az egyik szkíta nép e felsorolásban nyilván kétszer szerepel. A szakemberek – például Harmatta János is – tanácstalanok, ha e nevek azonosításáról esik szó. Egyik szerző így, a másik amúgy nyilatkozik e kérdésben. A haumát fogyasztókat legtöbbször a Ferganai-medencében lakókkal azonosítják, a dahákat pedig az avarokkal.
A hauma, avagy szóma mibenlétéről véget nem érő találgatások folynak: szeszes ital, csikófark, ginzeng, kender, légyölő galóca, varázsgyökér és a többi.

## További ismertetők
- Bánosi György és Veresegyházi Béla (1999): Eltűnt népek, eltűnt birodalmak kislexikona. Budapest.
- Csörgő Zoltán (é. n.): Szkíta volt-e Buddha?
- Eduljee, K. E. (2005–2014): Dahi. Daha, Dahistan (Dahae), Friend & Foe. Zoroastrian Heritage.
- Eduljee, K. E. (2005–2014): Saka. Fergana, Scythia, Scythians, Turks. Zoroastrian Heritage.
- Piankov, I. (n. d.): The Ethnic of Sakas (Scythians). Iran Chamber Society.
- Stein, A. (1912): Ruins of Desert Cathay. Personal narrative of explorations in Central Asia and westernmost China. London.